# Goslar
Goslar är en stad i Landkreis Goslar i det tyska förbundslandet Niedersachsen. Staden ligger i utkanten av bergsområdet Harz och är känd för sin gamla stadskärna som är ett av Tysklands världsarv.

## Historik
Goslar grundades 922 av Henrik I. Under 1000-talet byggde kejsar Henrik II en Kaiserpfalz i staden. Anledningen till detta var silverfyndigheter i berget Rammelsberg alldeles i närheten av Goslar. Mynt från Goslar har hittats ända upp till Färöarna. Staden blev en viktig ort i det tysk-romerska riket och flera riksdagar hölls i Goslar.
På 1300-talet tilldelades staden status som fri riksstad och blev medlem i hansan. Under det trettioåriga kriget besattes Goslar av svenska trupper. År 1802 upphörde stadens status som fri riksstad när Goslar tilldelades Preussen. Staden tillföll därefter 1807 Westfalen, år 1816 Hannover för att 1866 åter bli preussisk.
I Nazityskland fick Goslar stadshederstiteln Reichsbauernstadt (Riksbondestaden) och var centralpunkt för organisationen Reichsnährstand. Sedan 1992 är den historiska stadskärnan och silvergruvan i Rammelsberg med på Unescos lista över världsarv.
Goslar är ursprungsort för en egen öltyp, Gose.

## Sevärdheter
Bland äldre byggnader märks främst den gamla kejsarborgen från den äldre medeltiden, restaurerad på 1870-talet. Här finns en stor kejsarsal med fresker av Hermann Wislicenus och ett dubbelkapell. Av andra gamla befästningar märks flera stadsportar. Domkapellet är en rest av en byggnad från 1000-talet; ett par andra kyrkor såsom Jakobikyrkan och Frankenbergerkyrkan (som i dag är evangelisk-luthersk och heter St. Peter och Paulus-kyrkan) stammar också från 1000-talet.
Marktkirche är något yngre, Neuwerkkirche är en betydande senromansk byggnad. Även flera forna stiftelser och profana hus har kvar sin medeltida prägel, bland annat Kaiserworth, ett gillehus från 1494, samt åtskilliga korsvirkesbyggnder med rika sniderier, särskilt det så kallade Brusttuch, ett tidigare patricierhus från 1521.

## Kända personer
- Johann Nikolaus Frobes, matematiker, fysiker och filosof
- Adolf Grimme, politiker
- Sigmar Gabriel, politiker
- Albert Niemann, kemist
- Moritz, greve av Sachsen, fransk general
- Henrik IV, tysk-romersk kejsare

## Bilder

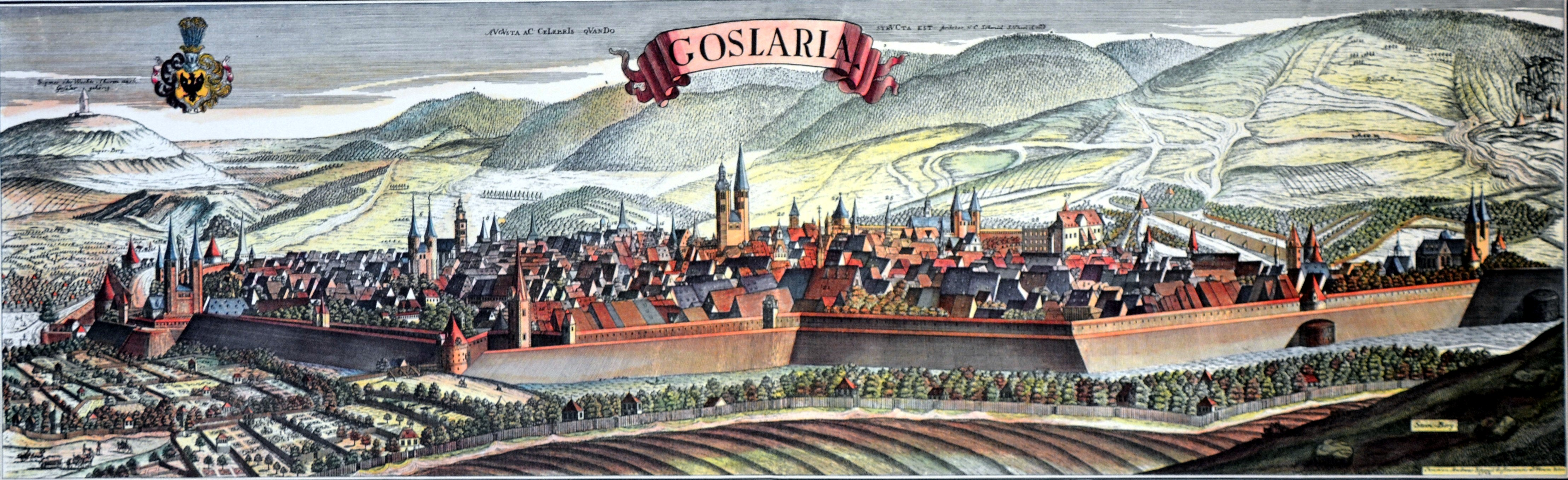
Goslar 1732
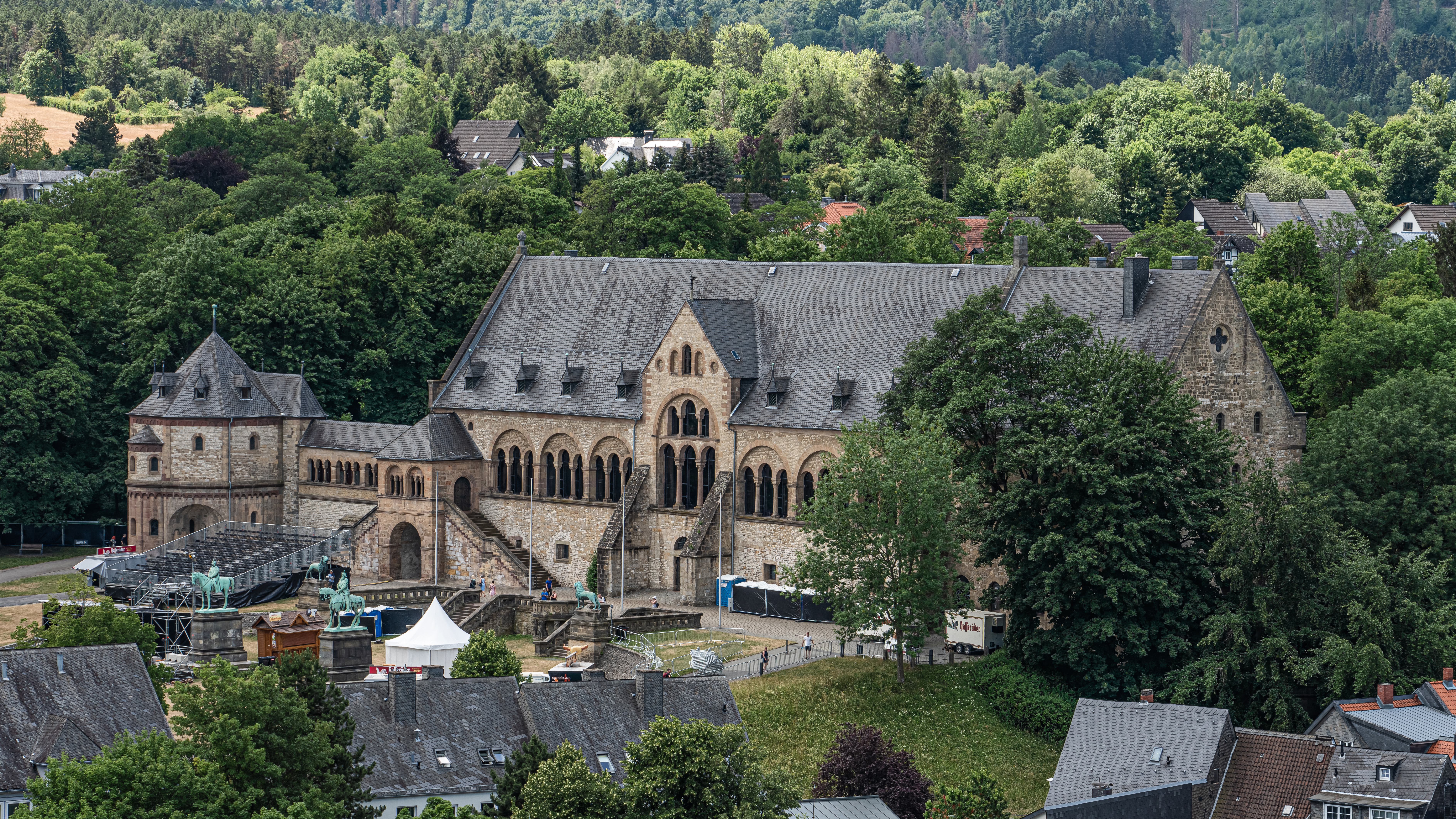
Kaiserpfalz i Goslar